# Ambemohar
L'Ambemohar (marathi : आंबेमोहर) est une variété de riz parfumé cultivée dans les contreforts des Ghats occidentaux de l'État du Maharashtra en Inde.

## Histoire et étymologie
Le nom Ambemohar signifie « fleur de manguier » en marathe, langue parlée dans l'État du Maharashtra, d'où le cultivar est originaire.
Le riz a un fort arôme rappelant le parfum des fleurs de manguier et est cultivé dans la région depuis longtemps. Les populations locales lui prête une popularité certaine à la cour des Peshwâs de Pune.
Il y a un siècle, environ 54 000 tonnes de cette variété étaient produites dans la région de Mulshi du district de Pune.

## Production et culture
La variété est cultivée dans les contreforts des Ghats occidentaux, dans la région du Maval, située à l'ouest de Pune. Le Maval comprend traditionnellement douze vallées encaissées, desquelles la vallée de Mulshi est la plus réputée pour la culture de l'Ambemohar.
C'est un riz à faible rendement (1,9 tonne/ha). Les grains sont courts (5,5 mm) et large (2,2 mm) par rapport au riz basmati bien connu. Les deux variétés ont un degré de parfum similaire. La variété est donc incluse dans la catégorie des riz parfumés comme le Basmati. Les grains courts et cuits ont tendance à se briser facilement et à se coller les uns aux autres[réf. nécessaire].

## Variétés apparentées
L'Ambemohar a un faible rendement par rapport aux autres variétés de riz, notamment en raison de sa sensibilité aux maladies. Un hybride mieux résistant appelé Indrayani avec une filiation ambemohar a été créé en 1987. Il a été développé par le Rice Research Center près de Lonavala. L'Indrayani a également été modifié pour former de nouvelles variétés de riz telles que le Phule Maval et le Phule Samrudhi.

## Les usages

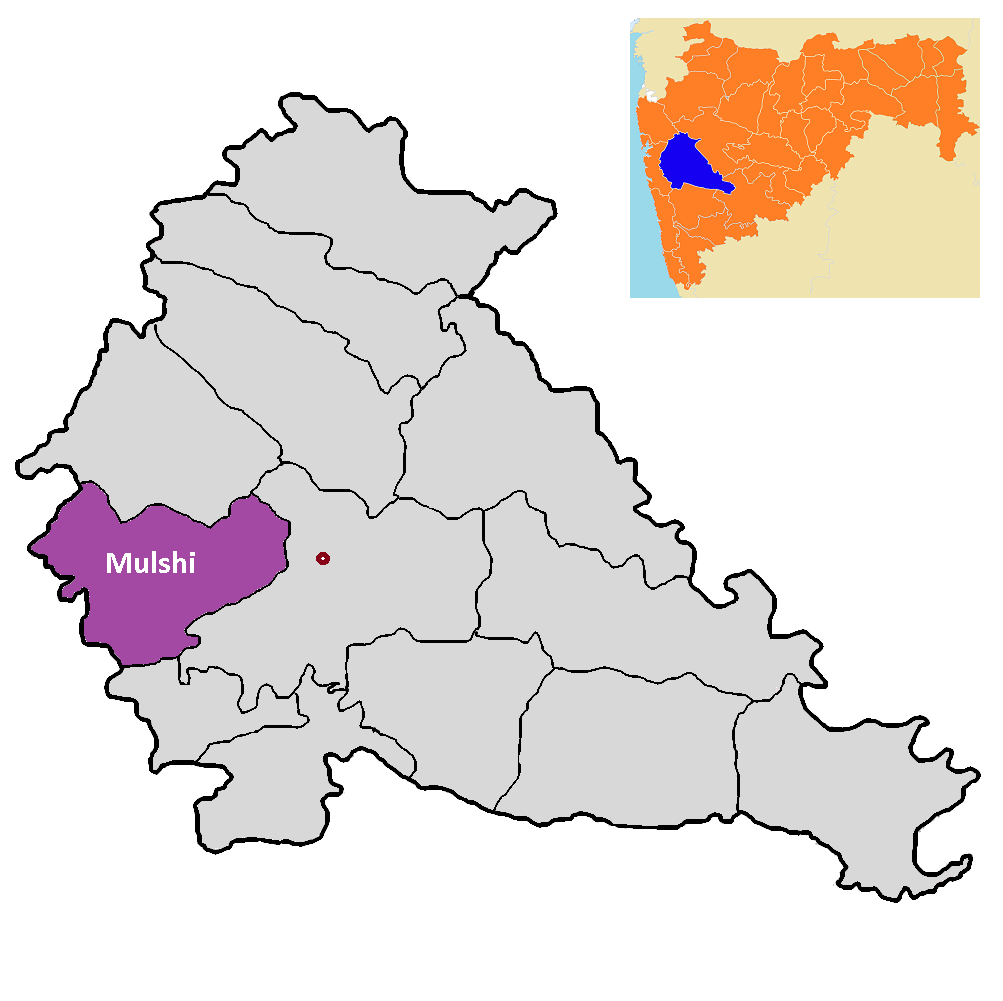
Localisation du taluka de Mulshi dans le district de Pune.

Le riz Ambemohar est utilisé localement pour préparer une épaisse soupe de riz et de lait appelée « Bhatachi Pej » (recette apparentée aux congees), principalement destinée aux enfants, aux personnes âgées et aux malades. L'Ambemohar est également cuisiné dans les cérémonies religieuses et de mariage. Dans la région de Mulshi du district de Pune, il est utilisé pour confectionner le « Vapholya » – une crêpe traditionnellement préparée pendant les fêtes de Makar Sankranti. Il se prête bien à la réalisation de pâte à idli et à dosa. Il est également utilisé pour faire du riz soufflé appelé « Kurmure » en marathe. Le son du riz est utilisé pour l’extraction de l’huile ou pour la culture des champignons.

## Indication géographique
Il est désormais rare de trouver des agriculteurs qui cultivent régulièrement de l’Ambemohar. Puisque le coût de production est élevé, le coût de vente au détail est nécessairement élevé. Ainsi, les détaillants du Maharashtra font passer des riz d'allure similaire pour de l'Ambemohar original, obtenant donc des marges bénéficiaires plus élevées. Cela a encore plus découragé la production d'Ambemohar, dans la mesure où les agriculteurs peuvent eux-mêmes gagner plus de profits en cultivant ces variétés de riz similaires à l'œil nu. Les riz Jeera Sambhar d'Andhra Pradesh et Jawaful du Madhya Pradesh sont les substituts les plus populaires vendus par les détaillants. La demande pour l'Ambemohar est pourtant importante.
Les taluka de Mulshi et de Mawal, dans le District de Pune, bénéficient depuis 2016 d'un label d'indication géographique protégé pour leur Ambemohar.